# 克里姆林宫总统警卫团
克里姆林宫总统警卫团（羅馬化：Kremlyovskiy polk），又称总统警卫团（羅馬化：Prezidentskiy polk），是俄罗斯联邦警卫局下属的团级特殊部队。该团的編制為四個營，其中兩個營被指定為儀仗隊，负责守卫无名烈士墓长明火。还包括一支步兵營和一支騎兵營，负责保卫莫斯科克里姆林宫的安全。這支儀仗隊以在重要的儀典場合，穿著帝國衛隊風格的制服聞名，於2004年開始採用，以過去聖彼得堡皇家衛隊的制服為設計基礎。驻地为克里姆林宫兵工厂。

## 知名服役者
- 米哈伊尔·卡西亚诺夫[1]
- 安德烈·卢戈沃伊[2]